# Marie Karchow-Lindner

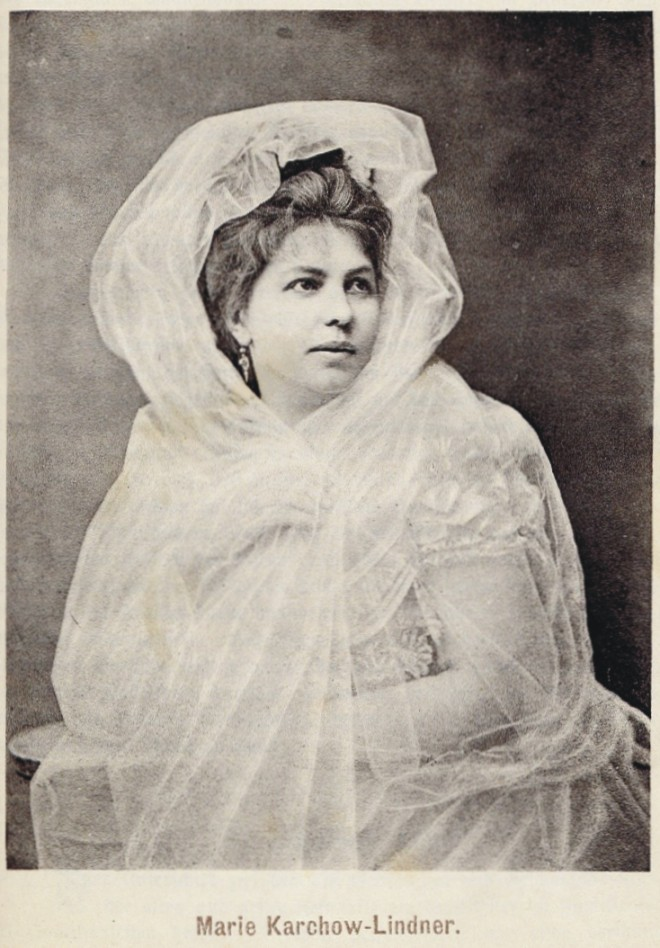
Marie Karchow-Lindner um 1888

Deckblatt der Internationalen Kunst- und Theaterzeitung, 4. Juni 1905

Marie Karchow-Lindner (* 13. November 1842 in Berlin; † 14. November 1914 in Dresden) war eine deutsche Schauspielerin, Journalistin und Mäzenin. Sie wirkte vor allem in Dresden.

## Leben
Marie Karchow-Lindner wurde als Tochter eines adeligen Gutsbesitzers aus Preußen geboren. Schon in frühen Jahren verlor sie ihre Eltern und wurde von einer Familie Lindner großgezogen. Aus Dankbarkeit nahm sie den Namen ihrer Pflegeeltern an. Sie ging zum Theater in Berlin und wurde Schülerin von Auguste Crelinger. Es folgten Gastrollen in Königsberg, Berlin, Petersburg, Breslau, Hamburg und Wien.
Danach wechselte sie nach Dresden und widmete sich „nach einer ruhmvollen Theaterlaufbahn“ der Unterstützung der Armen. Sie war die erste Frau in Dresden, die für die Armen der Stadt Wärmstuben errichten ließ, in denen auch für wenige Pfennige Suppen und Getränke verkauft wurden. Eine erste Wärmstube wurde am 9. Januar 1883 feierlich eröffnet. Sie befand sich an der damaligen Wettinerstraße. Karchow-Lindner führte die Dresdner Wärmstuben drei Jahre lang und finanzierte sie später über eine Stiftung.
Im Jahr 1896 gründete sie die Dresdner Kunst- und Theater-Zeitung, die bis 1904 mit Unterbrechungen wöchentlich, je nach Materiallage aber auch zeitweise mehrfach die Woche bzw. täglich erschien. Laut Untertitel kam die Zeitung „mit Vergnügungs- und Inseraten-Anzeiger“. Die Zeitschrift erschien in Karchow-Lindners eigenem Verlag „Karchow-Lindner“ in Dresden. Karchow-Lindner war sowohl die Herausgeberin der Zeitschrift als auch als Redakteurin tätig. Im Jahr 1904 wurde Karchow-Lindner in Ostende auf der Exposition Internationale des Arts de la Mode Feminine unter der Schirmherrschaft der Prinzessin Clementine von Belgien als Herausgeberin der Dresdner Kunst- und Theaterzeitung mit der Goldmedaille ausgezeichnet.
Ab Januar 1905 erschien die Dresdner Kunst- und Theater-Zeitung unter dem Namen Internationale Kunst- und Theater-Zeitung. Sie wurde vermutlich im Dezember desselben Jahres eingestellt. Für die Mitarbeit konnte Karchow-Lindner Autoren wie Edwin Bormann, Anne van den Eken und Adolph Kohut gewinnen. Sie selbst verfasste unter anderem Theaterkritiken.
Karchow-Lindner war ab 1902 Mitglied der Dresdner Litterarischen Gesellschaft und stand so in Kontakt mit Autoren und Redakteuren ihrer Zeit, unter anderem Bertha Behrens, Karl Vollmöller, Wilhelm von Polenz und Ferdinand Avenarius. Sie lebte bis zu ihrem Tode in Dresden, Wiener Platz 7.
Karchow-Lindner war verheiratet mit dem Berliner Architekten und Rittmeister Karchow. Sie verstarb einen Tag nach ihrem 72. Geburtstag. Ihr Leichnam wurde im Krematorium Dresden-Tolkewitz eingeäschert. Ihre letzte Ruhestätte fand sie erst am 5. April 1927 auf dem Friedhof Schmuckplatz in Abt. E.

## Werke
- Dresdner Kunst- und Theater-Zeitung (1896–1904)
- Internationale Kunst- und Theater-Zeitung (1905 nachgewiesen)